# Вторая битва при Эдоуб-Уоллс
Вторая битва при Эдоуб-Уоллс (англ. Second Battle of Adobe Walls) — сражение между индейскими племенами и американскими охотниками на бизонов, произошедшее 27 июня 1874 года на северо-западе Техаса.

## Предыстория
Зимой 1873 года среди индейцев юга Великих Равнин распространялись слухи, что белые охотники уничтожили множество бизонов. Охотники на бизонов истребляли огромные стада при полном одобрении военного руководства армии США. Американский генерал Филип Шеридан писал: 
Охотники за бизонами сделали за последние два года больше для решения острой проблемы индейцев, чем вся регулярная армия за последние 30 лет. Они уничтожают материальную базу индейцев. Пошлите им порох и свинец, коли угодно, и позвольте им убивать, свежевать шкуры и продавать их, пока они не истребят всех бизонов!
Шеридан в конгрессе США предлагал учредить специальную медаль для охотников, подчёркивая важность истребления бизонов. Полковник Ричард Додж говорил: 
Убивайте каждого бизона, которого вы сможете убить. Смерть каждого бизона — это исчезновение индейцев.
В декабре того же года индейский агент ограничил выдачу пайков и прекратил распределения боеприпасов резервационным индейцам. Среди индейцев начался голод, и летом часть из них покинула резервацию. В мае 1874 года молодой шаман команчей Исатаи собрал большое количество своих соплеменников на Пляску Солнца. Он начал проповедовать войну на истребление белых, индейцам он обещал защиту от пуль американцев. Его проповеди привлекли и другие племена южных равнин, к команчам присоединились воины кайова, кайова-апачей и южных шайеннов. Первоначально индейские воины, собранные Исатаи, хотели напасть на тонкава, воины которых давно служили в армии США скаутами. Позднее Исатаи заявил, что главные виновники их бед — белые охотники, занимавшиеся истреблением бизонов.
По окончании Пляски Солнца почти все воины, присутствовавшие на ней, решили атаковать белых охотников в Эдоуб-Уоллс. Лишь пенатека, община команчей, которая во второй половине XIX века не вела войн с американцами, покинули лагерь и не поддержали Исатаи.

## Сражение

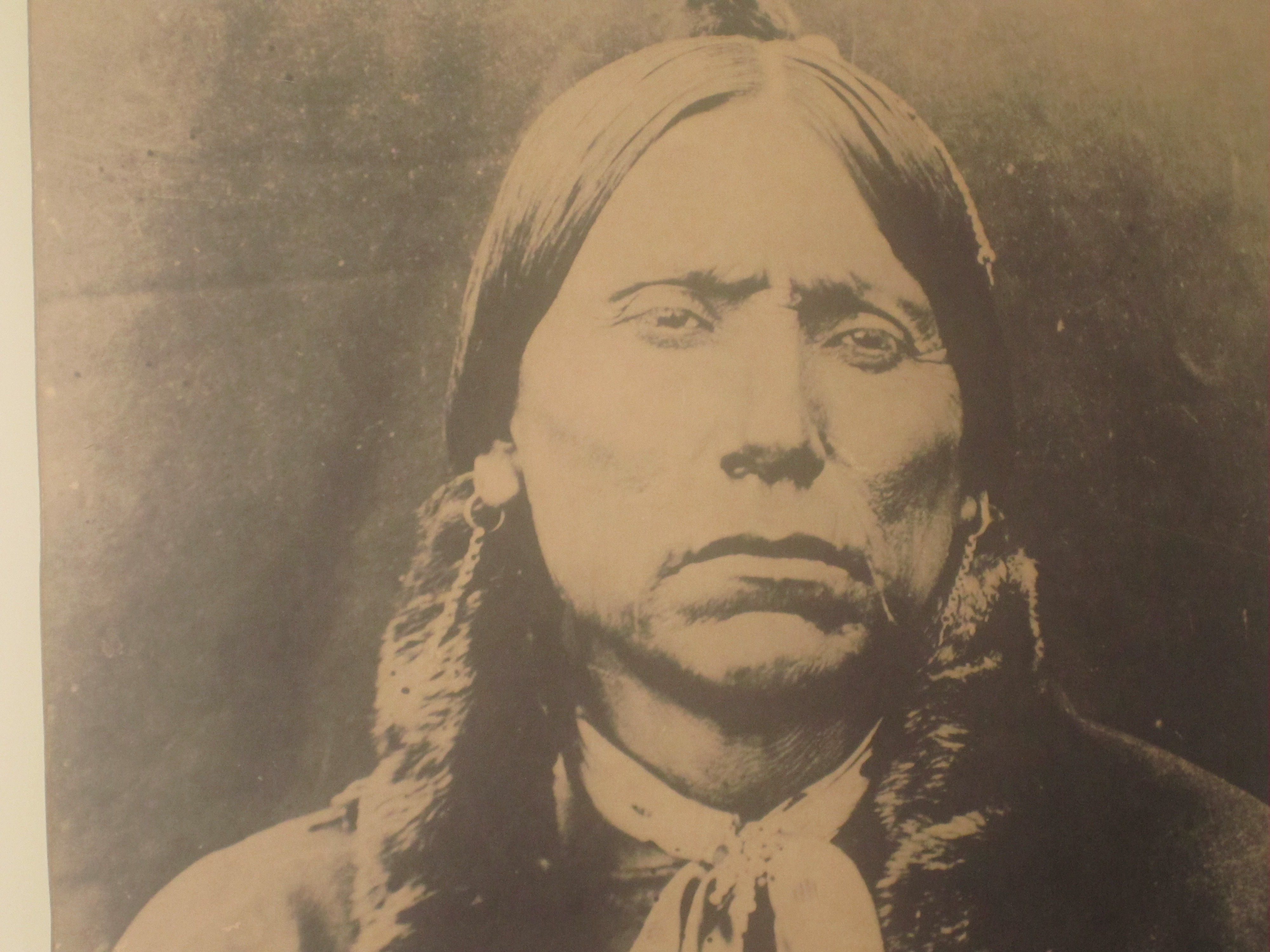
Куана Паркер

Приблизившись к Эдоуб-Уоллс, Куана Паркер выехал вперёд вместе с семью разведчиками. Они осмотрели постройки старого торгового поста, ходивших подле них лошадей, фургоны. Разведчики были уверены, что им удастся легко перебить всех охотников на бизонов, находящихся внутри Эдоуб-Уоллс.
27 июня 1874 года большой отряд индейских воинов атаковал старый торговый пост на Канейдиан-Ривер. Нападение возглавлял Куана Паркер, сам Исатаи обосновался на холме, примерно в миле от сборного пункта охотников. Большинство воинов составляли команчи и шайенны. В первые минуты боя были угнаны все лошади белых охотников, трое из них были убиты. Остальные, успев забаррикадироваться и заложив окна мешками с мукой открыли прицельный огонь по индейцам из своих мощных и дальнобойных ружей. В первой же атаке были убиты двое шайеннов и один команч. Нападавшие отступили и начали кружить вокруг поста, осыпая его пулями и стрелами. В одной из атак был ранен сам Куана Паркер — под ним подстрелили лошадь, а затем пуля попала ему в плечо. Позднее, команчи смогли унести своего раненого вождя с поля боя. Во второй половине дня индейцы отступили.
Исатаи попытался снять вину с себя за поражение. Он заявил, что его магия ослабла из-за того, что воин южных шайеннов перед сражением убил скунса. В ответ шайенны попросту начали избивать Исатаи, но их остановил раненый Куана Паркер — шаман и так был публично унижен, из уважаемого и могущественного пророка он превратился в объект для насмешек.

## Итоги
Индейцы Южных равнин потерпели поражение — плохо вооружённые воины не сумели взять забаррикадировавшихся белых охотников, которые имели на вооружении новейшие дальнобойные ружья с оптическими прицелами. Кроме того, многие были обескуражены неудачным пророчеством Исатаи. Но борьба с американцами продолжилась. Атака на Эдоуб-Уоллс послужила началом новой войны между белыми и индейцами, которая стала известна как Война на Ред-Ривер.